# Billete de cinco manats turcomanos
El billete de cinco manats es el segundo billete en denominación de manat turcomano.

## Historia de los billetes

### Primera edición
Fue el primer billete de cinco manats. Fue impreso de 1993 a 2009. Actualmente se encuentra fuera de circulación.
| Imagen  | Imagen  | Tamaños (mm) | Color predominante | Descripción                        | Descripción          |
| Anverso | Reverso | Tamaños (mm) | Color predominante | Anverso                            | Reverso              |
| ------- | ------- | ------------ | ------------------ | ---------------------------------- | -------------------- |
|         |         | 125×63       | Azul               | Conservatorio de música de Ovezova | Maosoleo de Abu Said |

### Segunda Edición
Fue impreso desde el 2009 hasta el 2012. Actualmente se encuentra en circulación junto al actual diseño.
| Imagen  | Imagen  | Tamaños (mm) | Color principal | Descripción  | Descripción                 |
| Anverso | Reverso | Tamaños (mm) | Color principal | Anverso      | Reverso                     |
| ------- | ------- | ------------ | --------------- | ------------ | --------------------------- |
|         |         | 126×63       | verde oliva     | Ahmad Sanjar | Monumento de la Neutralidad |